# Fabián Cuero
Fabián Cuero Segura, hay Fabián Cuero (sinh ngày 7 tháng 1 năm 1994) là một cầu thủ bóng đá người Colombia thi đấu cho UD Oliveirense.

## Sự nghiệp câu lạc bộ
Anh ra mắt chuyên nghiệp tại Giải bóng đá hạng nhất quốc gia Bồ Đào Nha cho Braga B vào ngày 15 tháng 8 năm 2015 trong trận đấu trước Gil Vicente.

## Quốc tế
Anh ghi 4 bàn thắng cho Colombia tại Giải vô địch bóng đá U-17 Nam Mỹ 2011.